# Pièce (Boulanger)
Pour les articles homonymes, voir Pièce.
Pièce est une œuvre de musique de chambre de Lili Boulanger composée en 1910.

## Présentation
Pièce, dont le manuscrit autographe (sans titre) est conservé à la BnF (Ms. 19456), est daté et signé à la fin : « mercredi 6 juillet 1910 / Lili Boulanger ».
La partition ne porte ni titre ni nomenclature instrumentale mais affiche une armure à six dièses (tonalité fa dièse majeur) et semble destinée, à l'instar de plusieurs autres pièces de la compositrice, à un duo violon ou flûte et piano.
D'une durée indicative de trois minutes quinze, l'œuvre est longtemps demeurée inédite. Une édition de Elisabeth Weinzierl et Edmund Wächter pour flûte et piano (2022) ainsi que pour violon et piano (2023) a désormais paru chez Schott,,.

## Discographie
- Fantasie | Sonate : Music for flute & piano, Miriam Terragni (flûte) et Catherine Sarasin (piano), Coviello Classics COV91730, 2017, premier enregistrement mondial.
- Visions poétiques, ensemble Reflets, Thierry Durand (flûte) et Marie-Laure Boulanger (piano), Calliope CAL2078, 2020[5].
- Les heures claires : The Complete Songs Nadia & Lili Boulanger, Sarah Nemtanu (violon) et Anne de Fornel (piano), Harmonia Mundi HMM 90235658, 2023[6].